# Sedum telephioides
Sedum telephioides là một loài thực vật có hoa trong họ Crassulaceae. Loài này được Michx. miêu tả khoa học đầu tiên năm 1803.